# Oligometrides adeonae
Oligometrides adeonae is een haarster uit de familie Colobometridae.
De wetenschappelijke naam van de soort werd in 1816 gepubliceerd door Jean-Baptiste de Lamark.